# Memorial
Um memorial é um objeto ou lugar que serve de foco para a memória ou a comemoração de algo, geralmente uma pessoa influente, falecida ou um evento histórico, trágico. Formas populares de memoriais incluem objetos de referência, como casas ou outros locais, ou obras de arte, como esculturas, estátuas, fontes ou parques. Memoriais maiores podem ser conhecidos como monumentos.

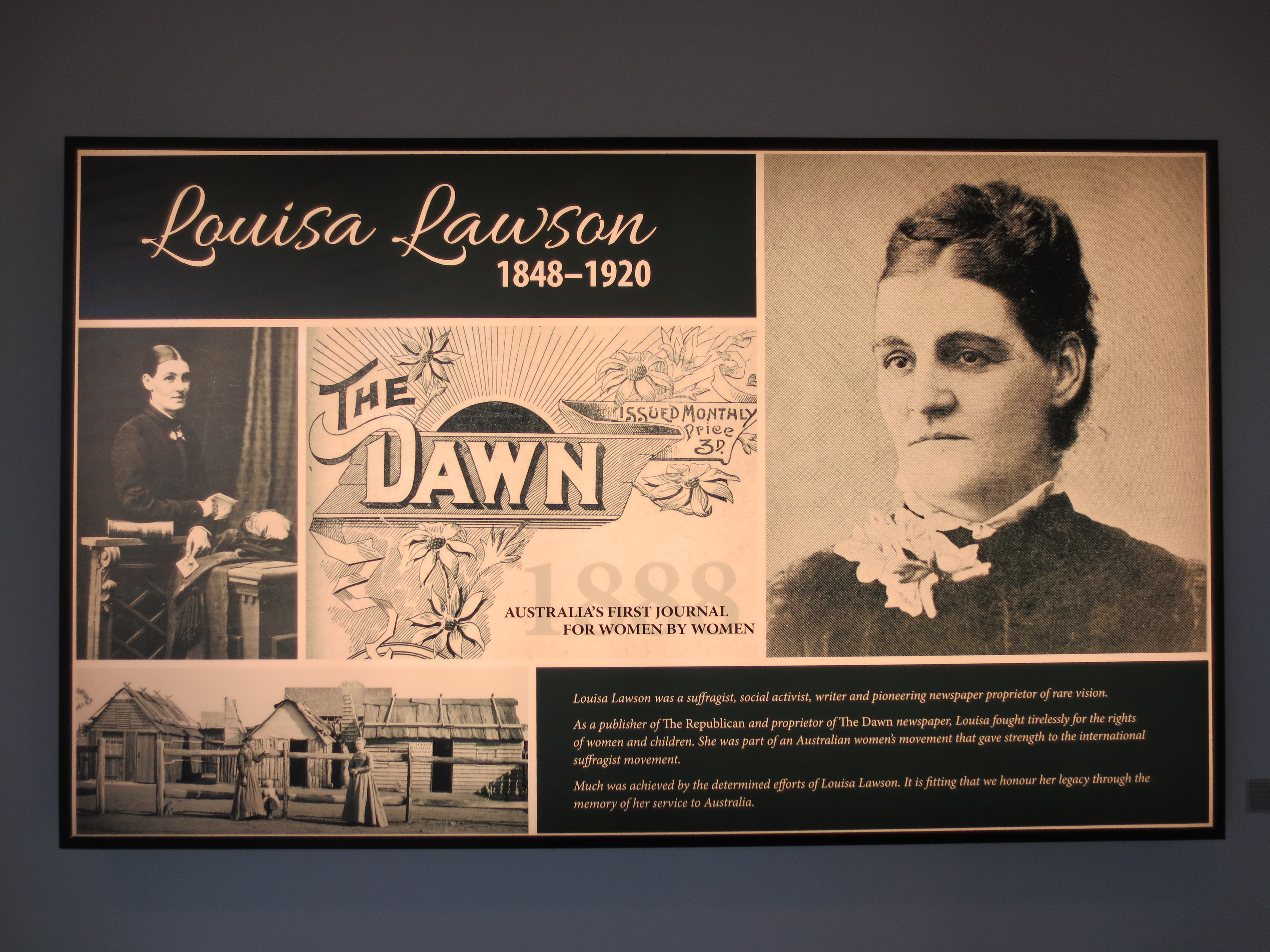
Lightbox usado como um memorial.

## Tipo
O tipo mais comum de memorial é a lápide ou a placa memorial. Também são comuns os memoriais de guerra em homenagem aos que morreram em guerras. Memoriais na forma de uma cruz são chamados de cruzes intencionais.
Memoriais on-line são frequentemente criados em sites e mídias sociais para permitir o acesso digital como uma alternativa aos memoriais físicos que podem não ser viáveis ou facilmente acessíveis.
Quando alguém morre, a família pode solicitar que um presente memorial (geralmente dinheiro) seja dado a uma instituição de caridade designada, ou que uma árvore seja plantada em memória da pessoa. Esses memoriais temporários ou improvisados também são chamados de memoriais de base.
Às vezes, quando um estudante morre, os memoriais são colocados na forma de uma bolsa de estudos, a ser concedida a estudantes de alto desempenho em anos futuros.
Memoriais a pessoas ou eventos de grande importância podem ser designados como memoriais nacionais.